# Anton Pannekoek
Anton Pannekoek (Vaassen, Epe, 2 de gener de 1873 - Wageningen, 28 d'abril de 1960) fou un astrònom, astrofísic i militant comunista neerlandès.

## Biografia
Nascut el 2 de gener de 1873 al poble neerlandès de Vaassen, al municipi d'Epe, fou un militant socialdemòcrata d'esquerres en la Segona Internacional, en una posició propera a la de Rosa Luxemburg. La seva línia de pensament, sorgida a cavall d'Alemanya i Països Baixos, es va anomenar «comunisme de consells» o «comunisme consellista» (en neerlandès: raddencommunisme).
Acèrrim opositor a la Primera Guerra Mundial es va unir el 1919 a la Tercera Internacional, de la qual va ser exclòs el 1921 a causa de les seves posicions "comunistes d'esquerra" i la seva oposició a l'autoritarisme de Lenin.
Consellista, rebutjà l'estalinisme des de la seva aparició, considerant que es tractava d'una deformació de la teoria i la pràctica marxista. Considerà que el règim de la URSS no era una forma de socialisme, ni que fos distorsionada, sinó un capitalisme d'estat. Estava d'acord amb Karl Marx i Rosa Luxemburg, que el comunisme només pot resultar d'un procés revolucionari, afavorint un augment considerable de la democràcia i la col·lectivització dels mitjans de producció. El 1938 va publicar "Lenin com a filòsof", amb el nom de John Harper. Durant la Segona Guerra Mundial, va escriure la seva obra principal, Els consells dels treballadors, publicada el 1946 en dues parts, sota el pseudònim de P. Aartsz. Pannekoek va romandre fidel a les seves conviccions, que en part corresponien a les sostengudes per altres autors com Karl Korsch, Paul Mattick o Cornelius Castoriadis. Els seus records autobiogràfics varen aparèixer vint-i-dos anys més tard als Països Baixos.
Va fundar a la Universitat d'Amsterdam, l'Institut d'Astronomia, que avui porta el seu nom. El 1951 va rebre la Medalla d'Or de la Royal Astronomical Society.

## Alguns textos
- El materialisme històric (1919)
- El sindicalisme (1936)
- Els consells de treballadors Publicat en article el 1936, i en un llibre en 2 volums el 1946.